# O Combate (Rio de Janeiro)

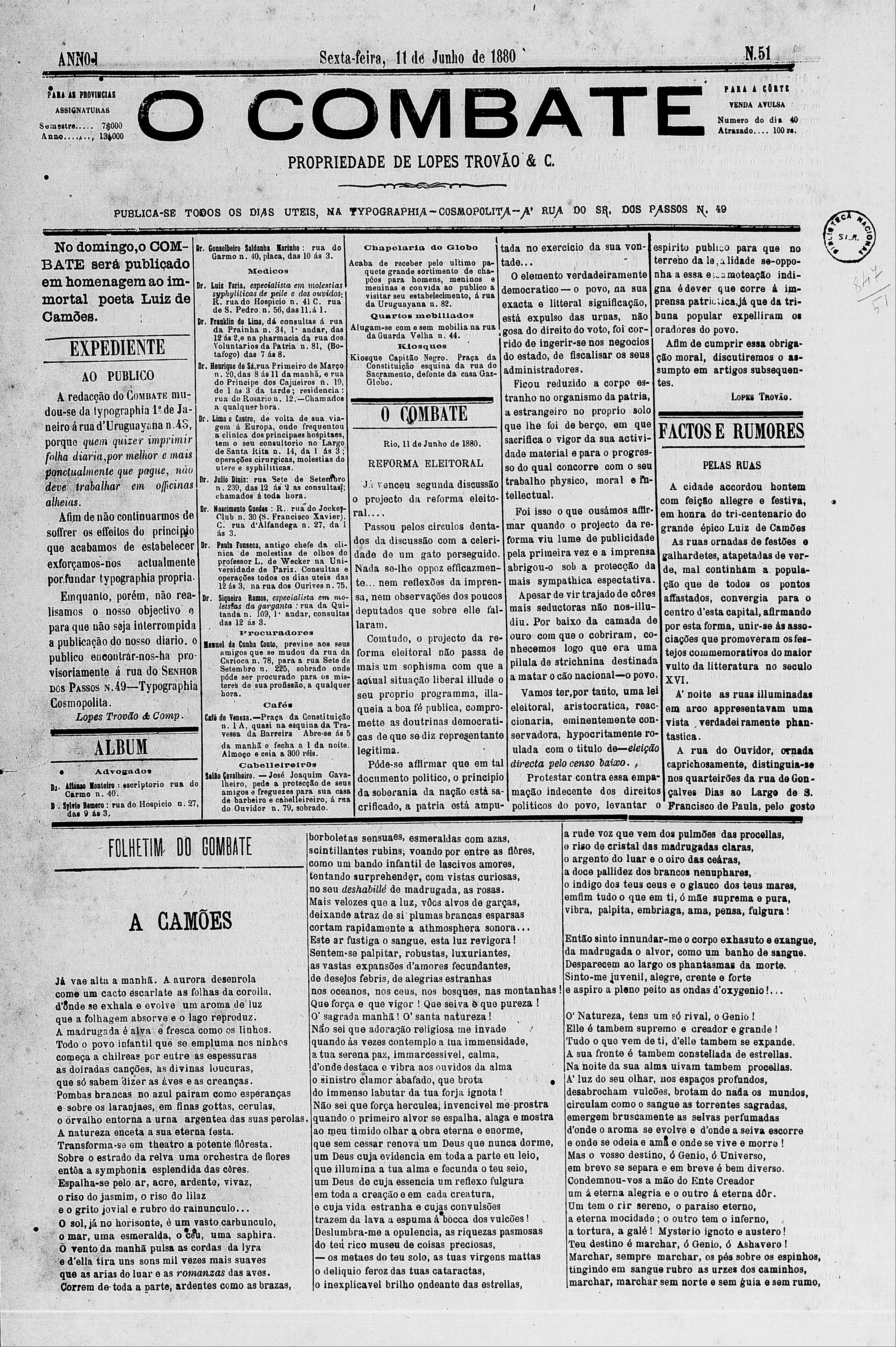
Primeira página da edição 51, de 11 de junho de 1880.

O Combate foi um jornal republicano brasileiro sediado na então capital do país Rio de Janeiro, fundado por Lopes Trovão e Silvio Romero a 12 de abril de 1880, e para o qual colaboraram muitos opositores da monarquia, como o padre Antônio Fernandes da Silva Távora.
O objetivo primacial da publicação era lutar pela instalação do regime republicano e "uma vez esta firmemente estabelecida", pelo socialismo.